# Bastarda

Vzorník písma bastardy

Bastarda je typ gotického písma, který se objevil ve 14. století a stal se vedle textury do 15. století nejběžnějším typem gotického písma. Je oproti starší textuře poněkud zběžnější (název bastarda vychází z toho, že toto písmo vzniklo míšením textury a kurzivních prvků). Písmo se prosadilo jako knižní i jako kancelářské, po vzniku knihtisku se stalo také podkladem prvních tiskových písem. Geograficky se bastarda používala v Německu a ve Francii; vznikla také česká bastarda, kterou byla tištěna například Kronika trojánská.
Vedle této nejzákladnější definice s sebou nese bastarda v tradiční paleografické terminologii problém, protože se zejména ve starší literatuře pod tímto slovem rozumí zcela odlišná novověká písma, španělské humanistické kancelářské písmo, podobně i francouzská varianta kancelářského písma (écriture bâtarde).